# Leslie Kong
Leslie Kong (1933. – 9. kolovoza 1971.) je bio jamajčanski Kinez. Bio je glazbeni producent.
Leslie i njegovo dvoje starije braće, Cecil i Lloyd, vodili su restoran, slastičarnu i prodavaonicu gramofonskih ploča Beverley's u ulici Orange u Kingstonu.  1961. je godine Leslie Kong sreo mladog Jimmyja Cliffa kod svoje prodavaonice kako pjeva pjesmu koju je napisao, a zvala se "Dearest Beverly", u nadi da će spomen njegove kuće uvjeriti Konga da ga snimi. Ovaj susret je nagnao Konga pokrenuti vlastitu diskografsku kuću Beverley's i snimiti Cliffovu pjesmu, time pokrečući i Cliffovu karijeru.
1962. je godine snimio prvi singl Boba Marleya One Cup of Coffee i Judge Not te prvu uspješnicu Jimmyja Cliffa Miss Jamaica. Kong, koji je u jamajčkim glazbenim krugovima bio poznat kao "The Chinaman" (Kinez) brzo se postavio kao vodeći producent lokalne popularne glazbe na otoku Jamajci. Tijekom 1960-ih je kong snimio brojne zapise vodećih jamajčkih glazbenika, raznih žanrova, od skaa, do reggaea preko rocksteadyja uključujući Joea Higgsa, Desmonda Dekkera, Toots & the Maytals, Derricka Morgana, Johna Holta i Strangera Colea. Kao mudri poslovni čovjek, Kong je bio jednim od izvornih dioničara Island Recordsa zajedno s Chrisom Blackwellom i australskim inženjerom Graemeom Goodallom. Počevši 1963., Kong je počeo licencirati ska snimke Blackwellu radi izdavanja u Uj. Kraljevstvu na imprintu Island Recordsa Black Swan. Nakon što je Blackwell otkupio Kongov i Goodallov udjel u Island Recordsu, Kong je 1967. formirao drugo partnerstvo s Graemeom Goodallom, koji je kreirao diskografsku kuću Pyramid u Uj. Kraljevstvu za uspješno izdavanje Kongovih produciranja rocksteadyja i early reggaea. Kad je Pyramid prestala postojati 1969., licenciranje se nastavilo s Trojan Recordsom.
Kong je poznat po tome što je bio prvi jamajčki producent koji je postigao međunarodne uspjehe sa svojim dugogodišnjim suradnikom Desmondom Dekkerom, 1967. s 007 (Shanty Town) i prije svega 1969. s Israelites koja je bila na vrhovima ljestvice singolva u Uj. Kraljevstvu travnja 1969., broj 9. na američkim top-ljestvicama srpnja 1969. i koja je bila prodana u preko 2 milijuna primjeraka. 
Za vrijeme razdoblja early reggaea, surađivao je s The Wailersima Boba Marleya (The Best of the Wailers) te ostvario nekoliko uspješnica s The Pioneersima (Long Shot Kick The Bucket) ili The Melodiansima (Rivers of Babylon i Sweet Sensation). Njegov rad s The Maytalsima je pridonio brojnim uspješnicama kao što su 54-46 That's My Number i singl s ljestvica u Uj. Kraljevstvu Monkey Man. 
Ostali pjevači koji su snimali kod njega i etiketom Beverley's su Ken Boothe, Bruce Ruffin, The Gaylads i Delroy Wilson. Bivši saksofonist Skatalitesa Roland Alphonso je izrezao brojne instrumentale za Konga u vrijeme rocksteadyja. Kad je kasne 1968. pojavio reggae, vodeće instrumentalne dužnosti su vodili klavijaturisti Ansell Collins i Winston Wright.
Umro je od srčanog udara u dobi od 38 godina. To je bilo u kolovozu 1971., nakon što ga je navodno "prokleo" Bunny Livingston iz The Wailersa poslije spora o objavljivanju albuma The Best of the Wailers; the Wailersi su smatrali da je prerano izdati takav album, jer njihova najbolja glazba je tek trebala doći. 
Kong se pojavljuje u cameo ulozi u filmu The Harder They Come, gdje ga se može vidjeti kako nadgleda sesiju snimanja s Toots & the Maytalsima. Imao je nećaka Errola Konga, koji je snimio nekoliko singlica i album kao I Kong a.k.a. Ricky Storme.

## Diskografija
- Various Artists - Original Reggae Hot Shots - 1969. - Beverley's/Trojan (1975.)
- Various Artists - King Size Reggae - 1970. - Beverley's
- Various Artists - Golden Hits By The Greats - 1970. - Beverley's
- Various Artists - Reggae Chartbusters - 1970. - Beverley's
- Various Artists - King Size Reggae - 1970. - Trojan Records
- Various Artists - Hot Shots of Reggae - 1970. - Trojan Records
- Various Artists - Best Of Beverley's Records 1969-1970 - Trojan Records (1981.)
- Various Artists - The Best Of Beverley's Records or Masterpieces From The Works of Leslie Kong - Island Records/Trojan (1981.)
- Various Artists - The King Kong Compilation - Island Records (1981.)
- Various Artists - Leslie Kong's Connection Vol 01 - 1969-1971 - Jet Set Records
- Various Artists - Leslie Kong's Connection Vol 02 - 1969-1971' - Jet Set Records